# 第44回阪神大賞典
第44回阪神大賞典（だい44かいはんしんだいしょうてん）は、1996年3月9日に阪神競馬場で施行された競馬競走である。ナリタブライアンとマヤノトップガンの2頭によるマッチレースが繰り広げられたことで、中央競馬史上の名勝負の1つに挙げられている。年齢は全て旧表記にて表記。

## レース施行時の状況
ともにブライアンズタイム産駒でありJRA賞年度代表馬であるナリタブライアン（1994年度）とマヤノトップガン（1995年度）が出走。年度代表馬同士の直接対決は1985年天皇賞（春）におけるシンボリルドルフとミスターシービーの顔合わせ以来11年振りであった。
ナリタブライアンは前々年にクラシック三冠を達成した折り紙付きのスターホースだが、前年の阪神大賞典を制した後に発症した右股関節炎の影響で天皇賞(春)を棒に振った上に、復帰戦となった天皇賞（秋）に加えて続くジャパンカップ・有馬記念のいずれも凡走するなど精彩を欠いており、競馬ファンは同馬がいつ復活するのかに興味を注いでいた。
一方のマヤノトップガンは元来体質が弱く、前年春のクラシック戦線に絡むことはなかったが、秋から頭角を現し菊花賞をレコード勝ちすると有馬記念でも古馬相手に勝利を収めGIを連勝。当時最も勢いに乗っていた馬で、ナリタブライアンが王座に返り咲くには何としても同馬を破る必要があった。
天皇賞(春)での対戦前に前哨戦での激突となり、両馬の頂上決戦に全国の競馬ファンは固唾を呑んで注目した。出走頭数は10頭。上記のGI馬の2頭の他にも、この年の日経新春杯優勝馬ハギノリアルキング、前年の菊花賞で2着だったトウカイパレス、芝3000メートルの日本レコードを持つノーザンポラリス、笠松競馬場所属で前年の東海ダービー優勝馬のルイボスゴールドなどが顔をそろえたが、焦点は『ナリタブライアン復活なるか』ただ一点で、ダイジェスト用に収録していた関西テレビの杉本清の実況と映像ではレースの道中、杉本の指示でナリタブライアンを中心に映していた。
ナリタブライアンの主戦騎手であった南井克巳は前年秋より骨折で戦線を離れており、天皇賞秋は的場均、ジャパンカップから阪神大賞典までは武豊が乗り替わることになっていた。レース2週前の追い切りでは、好調なナリタブライアンに対し調教ペースが上がらず始動を産経大阪杯に遅らせる可能性さえ示唆していたマヤノトップガンという構図であった。ところが1週前追い切りでは逆にマヤノトップガンの追い切りが記者に高評価であった反面、ナリタブライアンの動きは「ブライ暗」「沈まぬ馬体」「重症、走りたくない病」などと酷評されるほど不調が際立つようになっていた。
なお、この年は土曜開催充実化が図られ、従来日曜開催であったいくつかの重賞競走が土曜日に移行したが、その中には阪神大賞典も含まれていた（翌日曜日のメインレースは報知杯4歳牝馬特別（現・報知杯フィリーズレビュー）だった）。当日の阪神競馬場入場者数は、土曜日としては異例の59896名（JRA発表）。「これだけ注目度の高いレースをなぜ土曜に行なうのか」という声が、競馬ファンのみならず、競馬記者・予想家・評論家などからも多数聞かれた（当然のことながら、重賞日程は前年11月下旬には既に決定されているため、ナリタブライアンVSマヤノトップガンの対決となることは、当のJRAにも予想不可能であった）。そのためか翌年以降、阪神大賞典は現在に至るまで日曜開催となっている。

## 出走馬と枠順
| 枠番 | 馬番 | 競走馬名           | 性齢 | 騎手     | オッズ        | 調教師     |
| ---- | ---- | ------------------ | ---- | -------- | ------------- | ---------- |
| 1    | 1    | スティールキャスト | 牡6  | 河内洋   | 175.4（9人）  | 森秀行     |
| 2    | 2    | ナリタブライアン   | 牡6  | 武豊     | 2.1（2人）    | 大久保正陽 |
| 3    | 3    | トウカイパレス     | 牡5  | 佐藤哲三 | 12.2（4人）   | 中村均     |
| 4    | 4    | ノーザンポラリス   | 牡6  | 的場均   | 31.1（5人）   | 森秀行     |
| 5    | 5    | チアズセンチュリー | 牡8  | 本田優   | 571.6（10人） | 土門一美   |
| 6    | 6    | アワパラゴン       | 牡6  | 松永幹夫 | 157.8（8人）  | 松元茂樹   |
| 7    | 7    | ルイボスゴールド   | 牡5  | 坂口重政 | 99.2（7人）   | 大倉護     |
| 7    | 8    | ハギノリアルキング | 牡7  | 藤田伸二 | 9.2（3人）    | 小林稔     |
| 8    | 9    | サイレントトーキー | 牡6  | 岸滋彦   | 57.3（6人）   | 野村彰彦   |
| 8    | 10   | マヤノトップガン   | 牡5  | 田原成貴 | 2.0（1人）    | 坂口正大   |

## レース展開
スティールキャストが逃げ、スローペースでレースは展開。1000m通過は1分03秒0、2000mのラップは2分07秒1と全くペースが上がらない中、第3コーナーでマヤノトップガンがロングスパートをかけ先頭に立つ。道中マヤノトップガンをマークしていたナリタブライアンもすかさず追走を開始。両馬とも鞍上の手綱はほぼ動かないまま2頭並んだところでノーザンポラリスがスパートし、3番手追走。第4コーナー手前で2頭が競り合う形となり、そのままゴールまで約400mにわたってマッチレースが繰り広げられたが、ナリタブライアンが頭差でマヤノトップガンを退けた。この際、実況では「どちらが勝ったかわからない」というほどに接戦であった。また、3着に笠松から遠征してきたルイボスゴールドが9馬身差で入った。レース後、ウィナーズサークルではGIIでは極めて稀な「ユタカ」コールが上がった。

## レース結果
| 着順 | 枠番 | 馬番 | 競走馬名           | タイム | 着差      |
| ---- | ---- | ---- | ------------------ | ------ | --------- |
| 1    | 2    | 2    | ナリタブライアン   | 3.04.9 |           |
| 2    | 8    | 10   | マヤノトップガン   | 3.04.9 | アタマ    |
| 3    | 7    | 7    | ルイボスゴールド   | 3.06.4 | 9馬身     |
| 4    | 3    | 3    | トウカイパレス     | 3.06.5 | 1/2馬身   |
| 5    | 7    | 8    | ハギノリアルキング | 3.06.5 | ハナ      |
| 6    | 4    | 4    | ノーザンポラリス   | 3.06.6 | 1/2馬身   |
| 7    | 8    | 9    | サイレントトーキー | 3.06.8 | 1 1/4馬身 |
| 8    | 6    | 6    | アワパラゴン       | 3.06.9 | 1/2馬身   |
| 9    | 1    | 1    | スティールキャスト | 3.07.3 | 2 1/2馬身 |
| 10   | 5    | 5    | チアズセンチュリー | 3.07.6 | 1 3/4馬身 |

### データ
| 1000m通過タイム     | 63.0秒（スティールキャスト）  |
| 2000m通過タイム     | 127.1秒（スティールキャスト） |
| 上がり4ハロン       | 45.8秒                        |
| 上がり3ハロン       | 34.7秒                        |
| 優勝馬上がり3ハロン | 34.5秒                        |

### 払戻金
| 単勝式 | 2    | 210円 |
| 複勝式 | 2    | 110円 |
| 複勝式 | 7    | 550円 |
| 複勝式 | 10   | 110円 |
| 枠連   | 2-8  | 200円 |
| 馬連   | 2-10 | 210円 |

## レースにまつわるエピソード
当レースはGIIであるにもかかわらず、しばしば中央競馬史上の名勝負の1つに挙げられる。
だが、マヤノトップガンに騎乗した田原成貴はこのレースについて、「あくまでも天皇賞（春）の前哨戦であり、7,8分の仕上がりで叩きあったところで名勝負とはいえない。上がりだけのレース」としている（月刊「おもしろ競馬塾」田原成貴エッセイ記事より）。また別の記事では、「もしブライアンが本調子であれば、トップガンはスタンドまで吹っ飛ばされていたよ」と語っている。他方で結果に関しては、2020年のインタビューで以下のように語っている。
また競馬評論家の大川慶次郎は、ナリタブライアンの本領は騎手がゴーサインを出すと並外れた集中力を発揮して他の馬を大きく引き離す点にあり、それができなかったがために接戦となったレースを名勝負というのはナリタブライアンを知らない人だとしている。
ナリタブライアンに騎乗した武豊はレース後、「ゴールした瞬間、鳥肌が立った」とコメントしたが、後日雑誌のインタビューで、「勝つには勝ったが、あれっという感じもした。あの馬の全盛期はあんなものではなかったし、本当のブライアンの姿をもう一度僕が呼び戻せればと思っていたのだが」という趣旨のコメントを残している。
また、翌年のJRAの春のトライアルレースのCMでは本木雅弘がこのマッチレースを語るシーンが使われている。